# Foquismo

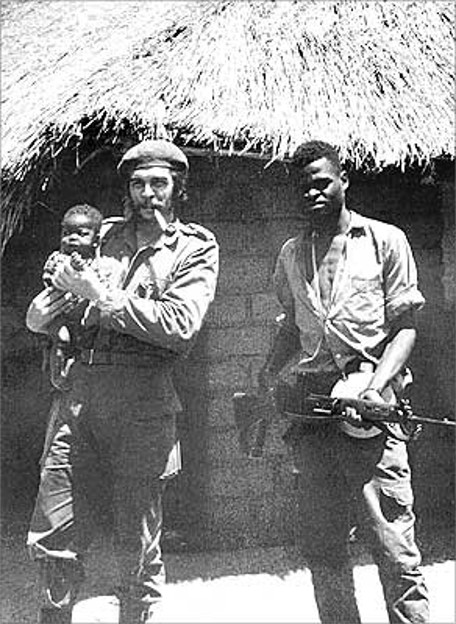
Che Guevara na República Democrática do Congo em 1965

O foquismo é uma teoria revolucionária inspirada por Che Guevara e desenvolvida por Régis Debray. Foi adotada, nos anos 1960, pelos grupos armados de esquerda e consistia, basicamente, em criar focos de revolução no mundo, como forma de enfraquecer o imperialismo. A premissa era de que a criação de múltiplos focos de guerrilha rural dificultava a ação repressora por parte das forças armadas governamentais. A conhecida frase de Che Guevara sobre a necessidade de criar "um, dois, três, muitos Vietnãs", reflete tal pensamento. No Brasil, embora alguns autores afirmem que a guerrilha do Araguaia tenha sido uma expressão do foquismo, outros afirmam que sua maior influência foi a chamada Guerra popular prolongada propagada pelos comunistas chineses e que teve como seguidor no Partido Comunista do Brasil (PCdoB), organizador desse movimento armado..
Até a vitória da Revolução Cubana, em 1959, as referências para a esquerda revolucionária em todo o mundo eram a Revolução Russa e a Revolução Chinesa. A vitória de chineses e soviéticos deu-se através de movimentos de massa, enquanto que a Revolução Cubana tornou-se vitoriosa por meio da luta armada direta, através da guerrilha.
Cuba tornou-se um divisor de águas. Até então os Partidos Comunistas seguiam a orientação hegemônica do PCUS, que era contrário à exportação da revolução. No momento em que Cuba torna-se vitoriosa através da guerra de guerrilha, houve uma reviravolta. A Revolução Cubana fora feita não por um partido comunista, mas pelo Movimento Revolucionário 26 de Julho, dirigido por Fidel Castro. A partir daí há uma grande cisão nos PC's, com o surgimento de novos partidos, que aderiram à luta armada como via para se alcançar o socialismo.

## A teoria
Em seu manual A Guerra de Guerrilhas, Guevara postulou que a experiência da Revolução Cubana demostrava que "nem sempre se deve esperar que sejam dadas todas as condições para a revolução", pois um pequeno foco que iniciasse ações típicas da guerra de guerrilhas poderia conseguir, com relativa rapidez, fazer com que a revolução se expandisse, provocando o levantamento das massas e, afinal, a derrocada do regime. Che considerava válida esta abordagem principalmente para os países atrasados, e defendia que os "focos" deveriam tomar como base social o campesinato.
A teoria foi colocada em prática pelo próprio Guevara, primeiramente no Congo, com Laurent-Désiré Kabila e depois, na Bolivia. Nenhuma das duas tentativas teve êxito, sendo que a segunda terminou com o assassinato do próprio Che e a captura do seu grupo pelas forças do exército boliviano, apoiadas pela CIA.
Durante as décadas de 1970 e 1980, grupos de diversas tendências políticas (não só em países subdesenvolvidos) assumiram o foquismo como estratégia. Nenhum conseguiu levar adiante uma revolução socialista. O foquismo recebeu numerosas e fortes críticas nos círculos marxistas. Tem sido muitas vezes confundido com o método de guerra de guerrilhas, amplamente utilizado em diversos processos revolucionários socialistas triunfantes como os da Iugoslávia e do Vietnã.